# Mont Vully
Mont Vully är ett berg i Schweiz.   Det ligger i distriktet Lac och kantonen Fribourg, i den västra delen av landet, 27 km väster om huvudstaden Bern. Toppen på Mont Vully är 653 meter över havet, eller 176 meter över den omgivande terrängen. Bredden vid basen är 15,3 km. Mont Vully ligger vid sjön Murtensee.
Terrängen runt Mont Vully är platt norrut, men söderut är den kuperad. Runt Mont Vully är det tätbefolkat, med 266 invånare per kvadratkilometer.. Närmaste större samhälle är Fribourg, 18,5 km söder om Mont Vully.
I omgivningarna runt Mont Vully växer i huvudsak blandskog.